# Rottenwagen
Als Rottenwagen werden im deutschen Sprachraum Bahndienstwagen bezeichnet, die einer Gruppe Gleisbauer, einer Rotte, dazu dienen, sich zu verpflegen. Dazu befindet sich im Wagen eine eingebaute Küche, die Rottenküche. Der Rottenwagen hat nichts mit dem Rottenkraftwagen gemein.

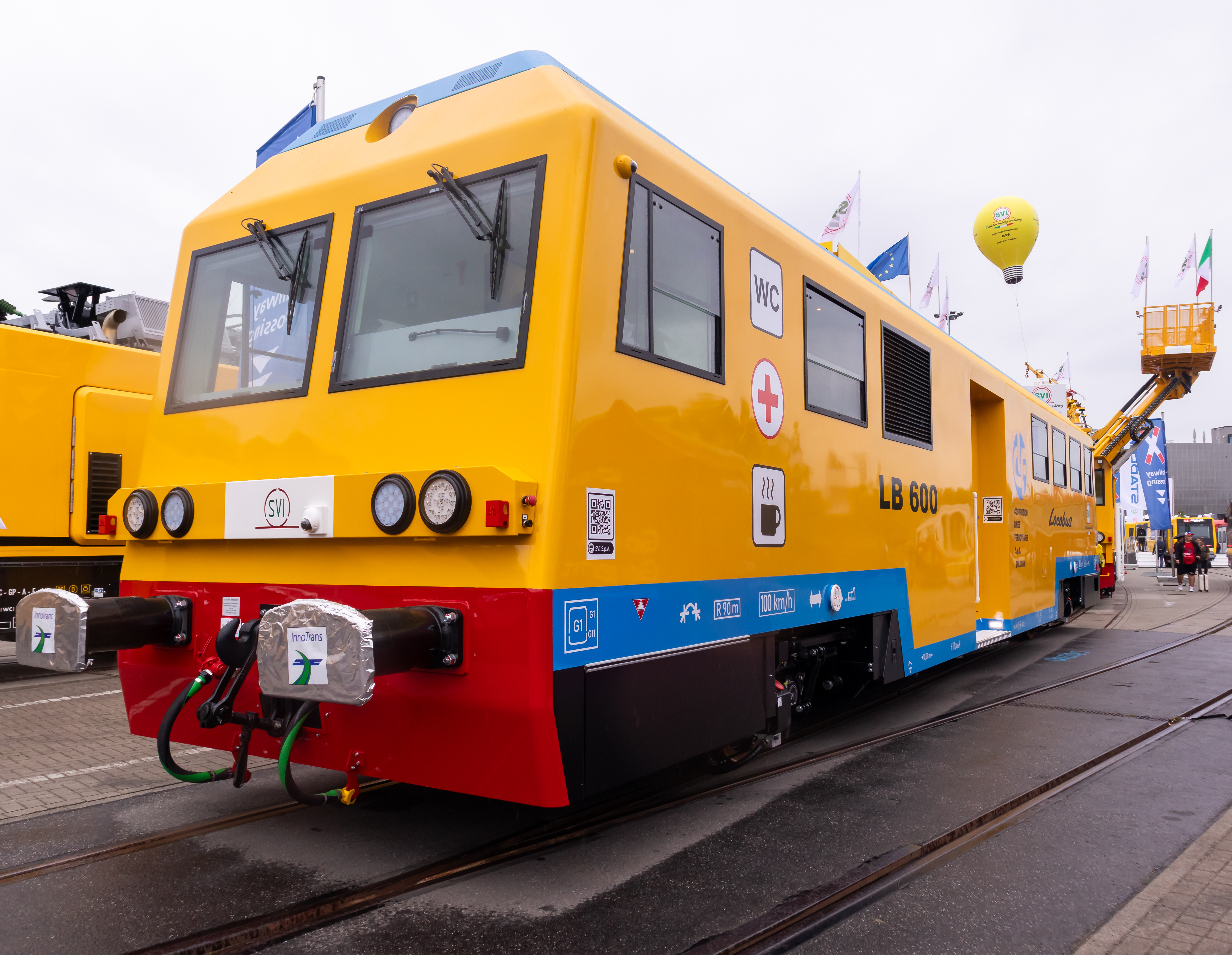
Moderner Rottentriebwagen Locobus LB 600 von SVI

## Geschichte

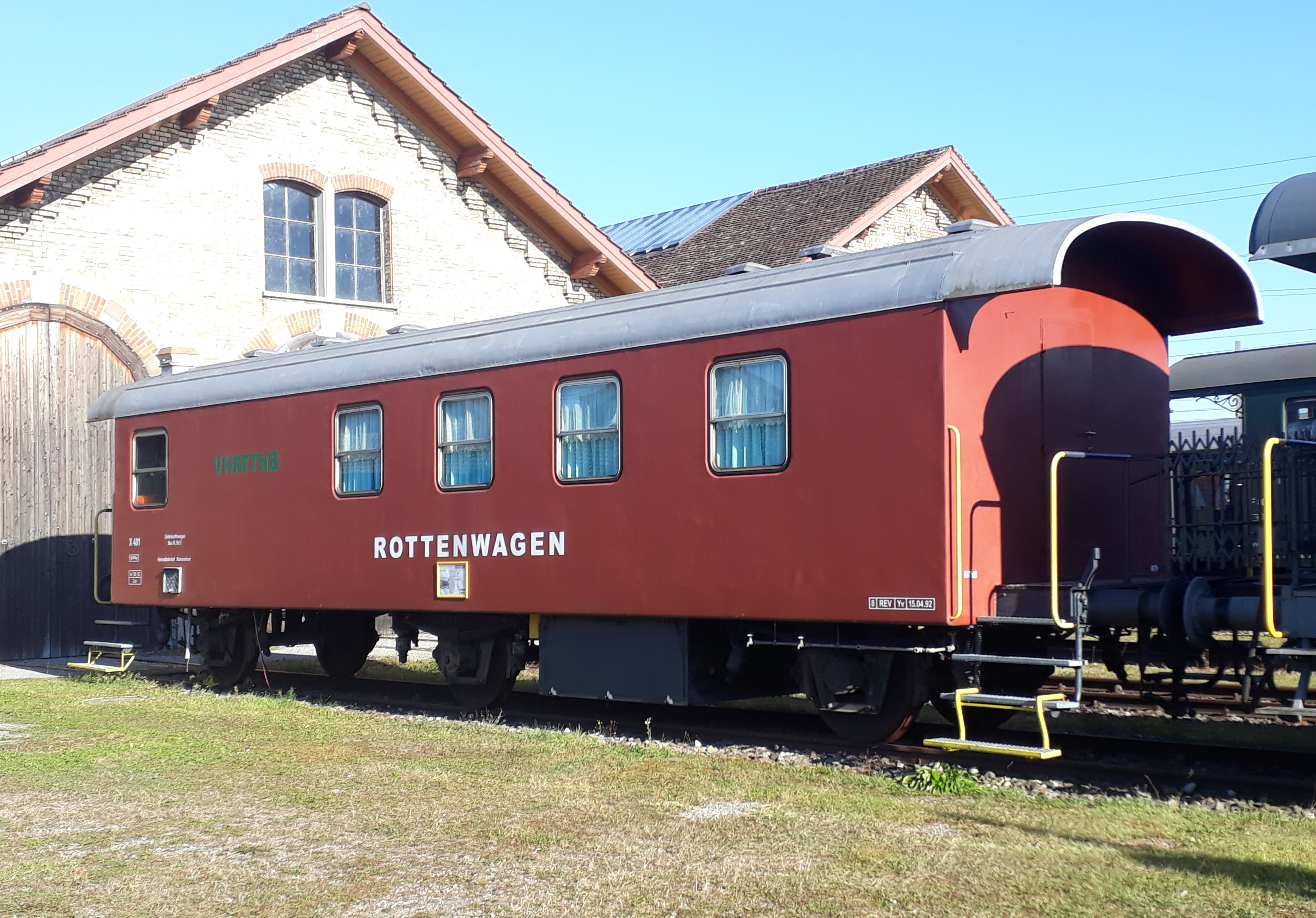
Rottenwagen X 401 des Vereins Historische Mittel-Thurgau-Bahn (VHMThB), früher im Einsatz bei den SBB

In der Schweiz kamen die ersten solcher Verpflegungswagen in den 1950er und 1960er Jahren auf. Es handelte sich dabei in der Regel um ausrangierte Eisenbahnwagen, bei denen Sitzbänke ausgebaut und dafür eine Küche und Tische eingebaut wurden. In den Rottenwagen konnten sich, neben den Gleisarbeitern, auch andere Bahnmitarbeitende verpflegen, z. B. solche, die mit Unterhaltsarbeiten an Lokomotiven beschäftigt waren.
Die letzte Rottenköchin der Schweiz, Erika Steger aus Kleindöttingen, ging 2014 in Pension. Dies, als ihr Rottenwagen, der in Brugg stand, geschlossen wurde. Die rollenden Küchenwagen wurden durch moderne Mannschaftskraftwagen ersetzt. Der SEV, die Gewerkschaft des Verkehrspersonals, forderte in einer Petition 2010 vergeblich eine Weiterführung der Rottenwagen.